# دوتي الكسندر
دوتي الكسندر (بالإنجليزية: Dottie Alexander)‏ هي موسيقية أمريكية، ولدت في 22 مارس 1972.